# Asturica Augusta
Asturica Augusta va ser una ciutat romana al territori dels asturs, que correspon a l'actual Astorga, a la província de Lleó. Va ser capital del convent jurídic Asturum.
Ptolemeu cita Asturica a la seva obra i diu que va ser una ciutat astur i capitals dels amacs, una afirmació que ha portat a atorgar-li un origen prerromà. No existeixen evidències arqueològiques a Astorga (sí als seus voltants), però té una morfologia urbana semblant a altres poblacions fortificades amb un origen anterior a l'arribada dels romans.
La ciutat com a tal va tenir el seu origen en el campament militar temporal de la Legió X Gemina a finals de segle i aC, encarregada de la incorporació del territori astur a l'Imperi Romà. L'any 27 els romans van signar un pacte d'hospitalitat amb els asturs, renovat el 152.
Cap a l'any 35 es comencen a aixecar alguns edificis i durant els governs de Claudi i Vespasià es converteix en capital del convent jurídic d'Asturum. A començaments del segle i Asturica ja s'havia convertit en una ciutat de la Tarraconense.